# Agdal-Gärten von Marrakesch

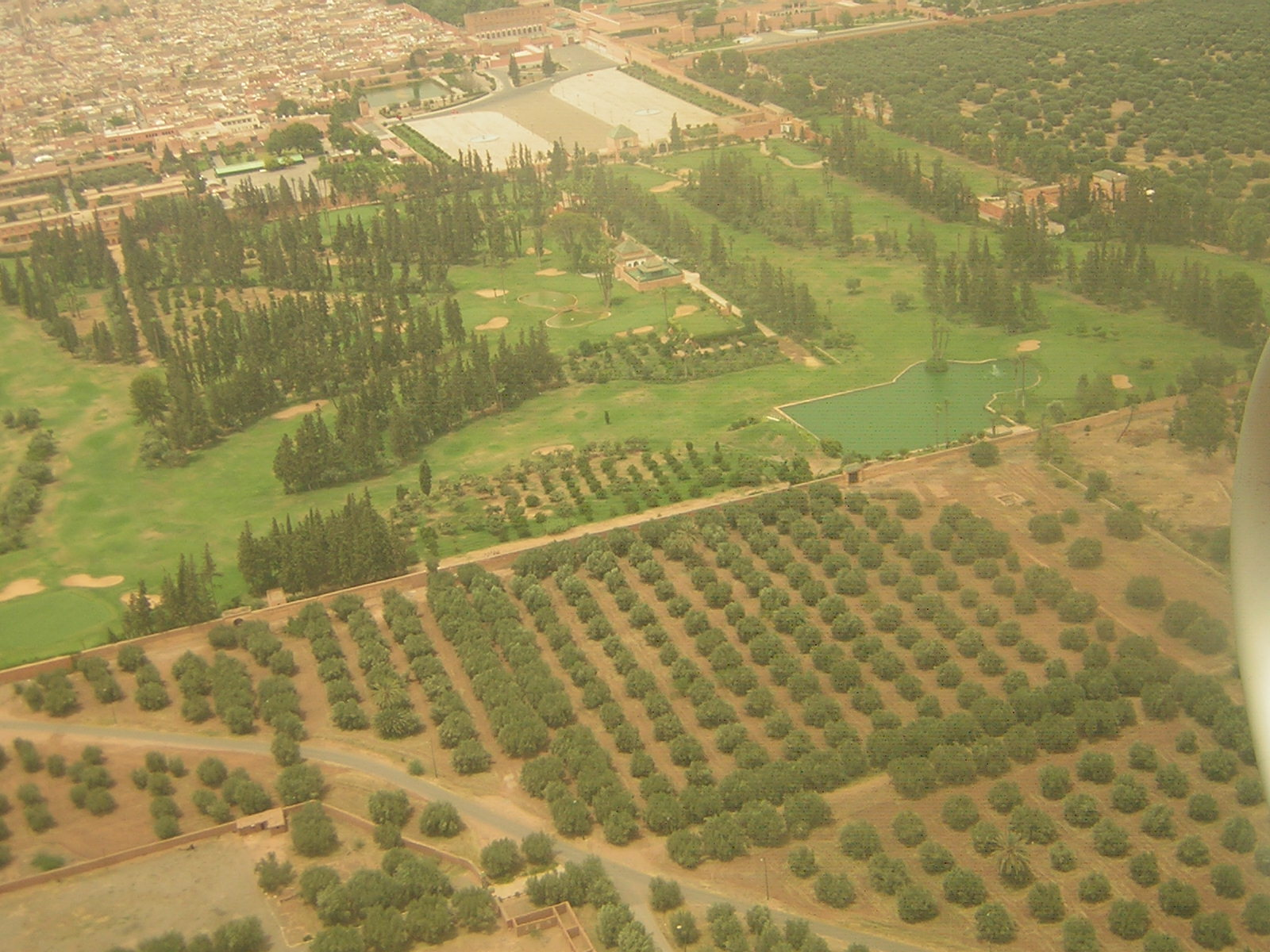
Luftaufnahme der Agdal-Gärten

Die Agdal-Gärten von Marrakesch bilden die älteste erhaltene Parkanlage dieser marokkanischen Stadt. Seit 1985 stehen sie gemeinsam mit der Altstadt von Marrakesch und dem Menara-Garten auf der Liste des Weltkulturerbes der UNESCO. Teile der Gärten sind freitags und sonntags öffentlich zugänglich.

## Geschichte
Die Gärten wurden 1157 unter dem Almohaden-Herrscher Idris I. al-Ma'mun angelegt, ihr Architekt ist vermutlich al-Haddsch Yaisch (al-Ḥāǧǧ Yaʿīš) aus dem Stamm der Gedmiwa. Der Garten umfasst 500 ha und war damit fast so groß wie Marrakesch selbst.
Die ersten Bäume wurden im 12. Jahrhundert gepflanzt, nachgewiesen sind Ölbäume, Orangen, Weinreben, Aprikosen sowie wohlriechende Blumen. Die Orangenpflanzungen lagen dem Becken am nächsten, sie wurden gefolgt von Ölbäumen, dem Wingert, Granatäpfeln, Feigen, Palmen, Walnüssen und Mandeln.
In den Becken lernten die almohadischen Soldaten schwimmen, bevor sie das Mittelmeer nach al-Andalus überquerten; auch Empfänge fanden hier statt.
Nach der Erhebung von Fes zur Residenzstadt wurde der Agdal vernachlässigt. Die Saadier (1517–1659) legten einen Agdal an, der Rauḍ al-Masarra hieß. Er lag vermutlich auf dem Gelände des Dar al-Hana (Dār al-Hanāʾ) und besaß Springbrunnen. Er enthielt Granatäpfel, Oliven, Zitronen, Weintrauben und Palmen. Die Gartenpfade waren mit Myrthen, Rosen, Jasmin, schwarzem Holunder, immergrünen Bäumen und Wildrosen eingefasst. Dieser Garten wurde auch von europäischen Reisenden wie Thomas le Gendre und Adriaan Matham beschrieben. Letzterer erwähnt 26.000 Ölbäume.
Nach dem Ende der Saadier-Dynastie wurde die Residenz nach Meknès verlegt und der Garten verfiel wieder. Örtliche Stämme leiteten die Bewässerungskanäle um. In dem versandeten Becken al-bahr al-asghar (al-baḥr al-ʾaṣġar) war eine kleine Ortschaft entstanden. 1828/29 begann Mulai Abd ar-Rahman, den Garten wiederherzustellen, ein Projekt, das seine Nachfolger weiterführten. 1834 wurden die Bewohner des al-bahr al-asghar vertrieben und der Sand entfernt. Nun wuchsen wieder Ölbäume, Granatäpfel, Äpfel, Wein, Mandeln, Walnüsse, Feigen und Orangen in dem Garten. Auf dem Wasserbecken verkehrten Boote.
Im äußeren (barrani) Agdal befanden sich Werkstätten, in denen Zucker und Schießpulver hergestellt wurden. Die eigentlichen Lustgärten lagen im Zentrum der Anlage.

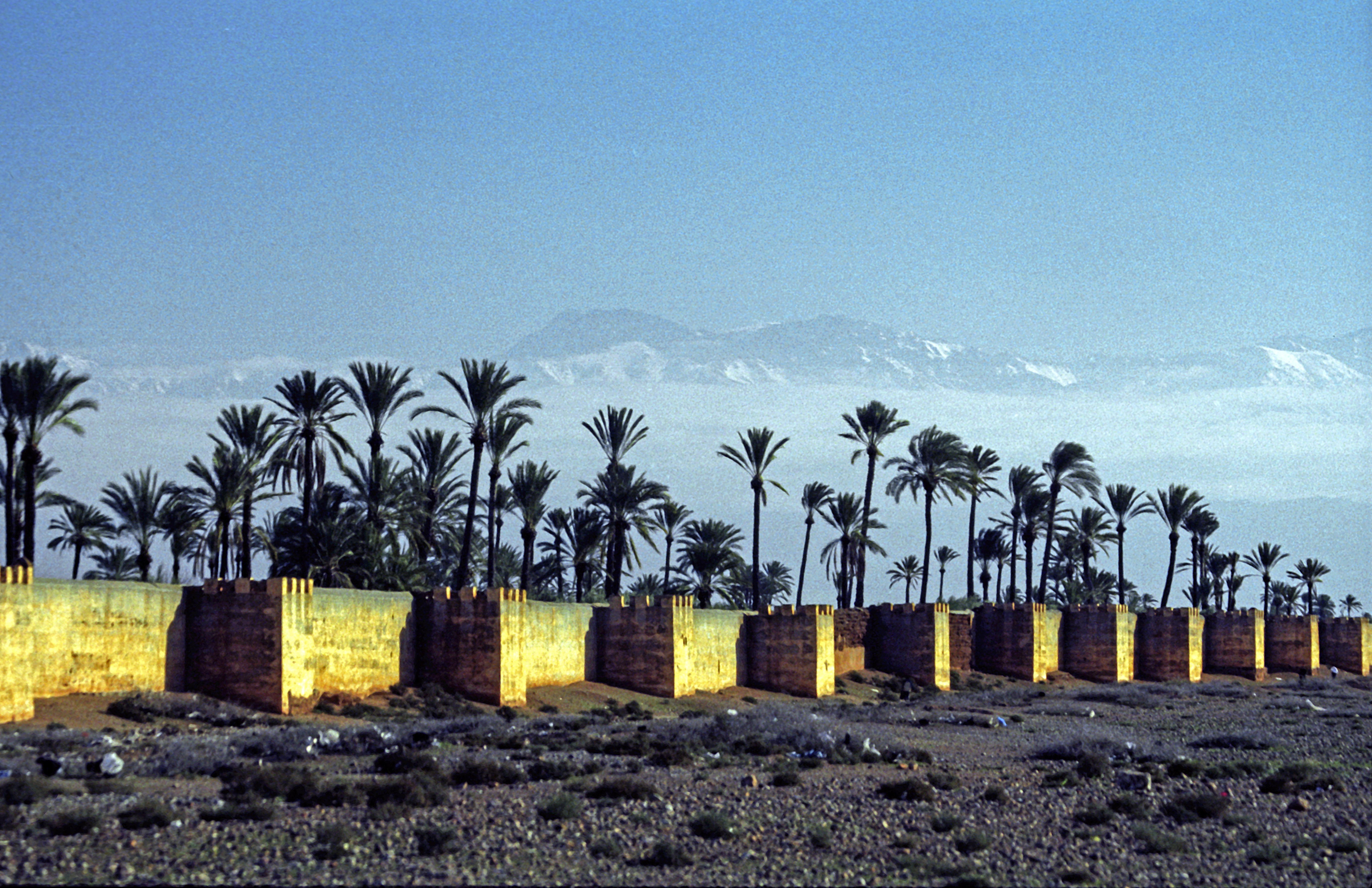
Gartenmauer

Die jetzige Form des Parks sowie die ihn umgebenden Mauern stammen aus dem 19. Jahrhundert.

## Gestaltung
Heute erstrecken sich die Agdal-Gärten mit ihren verstreuten Pavillons auf mehreren Kilometern südlich des Königspalastes. Im Süden berühren sie das Umfeld des Palastes Dar al-Machzan (Dār al-Maḫzan).
Der Garten enthält drei Wasserbecken, das größte ist jenes im Dār al-Hanāʾ (Palast des Glücks). Es ist 220 m lang und kann 200.000 m3 Wasser aufnehmen. Das Wasser stammt aus dem ca. 30 km entfernten Aghmât im Hohen Atlas. Es wird in einem Tasoultant genannten offenen Kanal in das Oued Ourika geleitet. Auch Wasser aus den khettaras und Regenwasser speiste die Becken. In den Becken leben große Karpfen. Am Ufer des größten Wasserbeckens as-Sala steht der Palast Dar al-Hana, von dessen Aussichtsterrasse die Gipfel des Hohen Atlas sichtbar sind.
Im Garten wachsen heute Granatapfel-, Orangen- und Olivenbäume. Die Gärten haben eine vielfältigere Vegetation als der Menara-Garten.